# Авенел
Авенел (фр. Avesnelles) насеље је и општина у североисточној Француској у региону Север-Па де Кале, у департману Север која припада префектури Авне сир Елп.
По подацима из 2011. године у општини је живело 2.486 становника, а густина насељености је износила 195,59 становника/km². Општина се простире на површини од 12,71 km². Налази се на средњој надморској висини од 206 метара (максималној 207 m, а минималној 146 m).

## Демографија
| 1962. | 1968. | 1975. | 1982. | 1990. | 1999. | 2011. |
| ----- | ----- | ----- | ----- | ----- | ----- | ----- |
| 2.564 | 2.849 | 3.112 | 3.031 | 2.639 | 2.572 | 2.486 |

График промене броја становника у току последњих година